# 니시테쓰 버스 기타큐슈

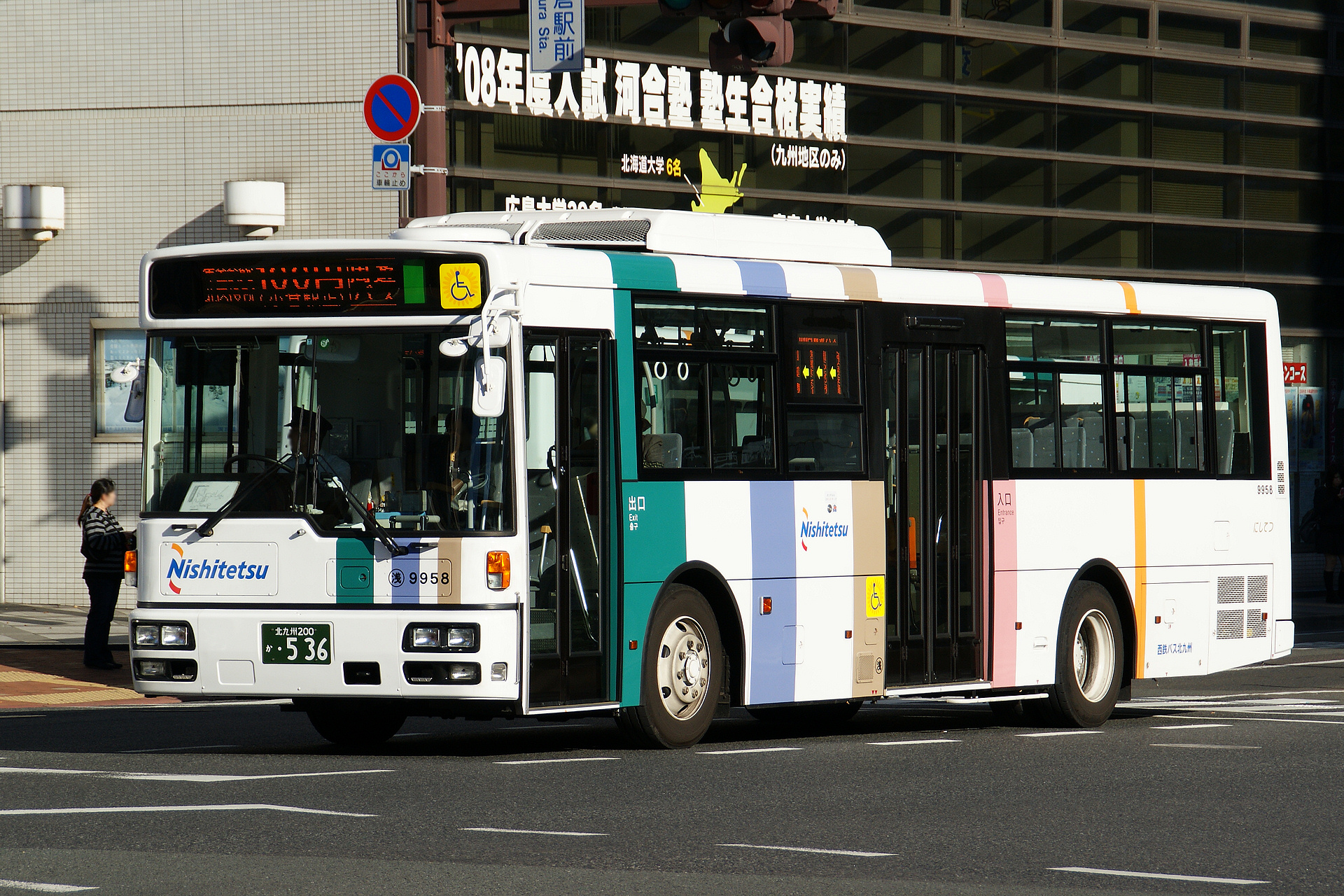
일반 노선버스 (신도장)

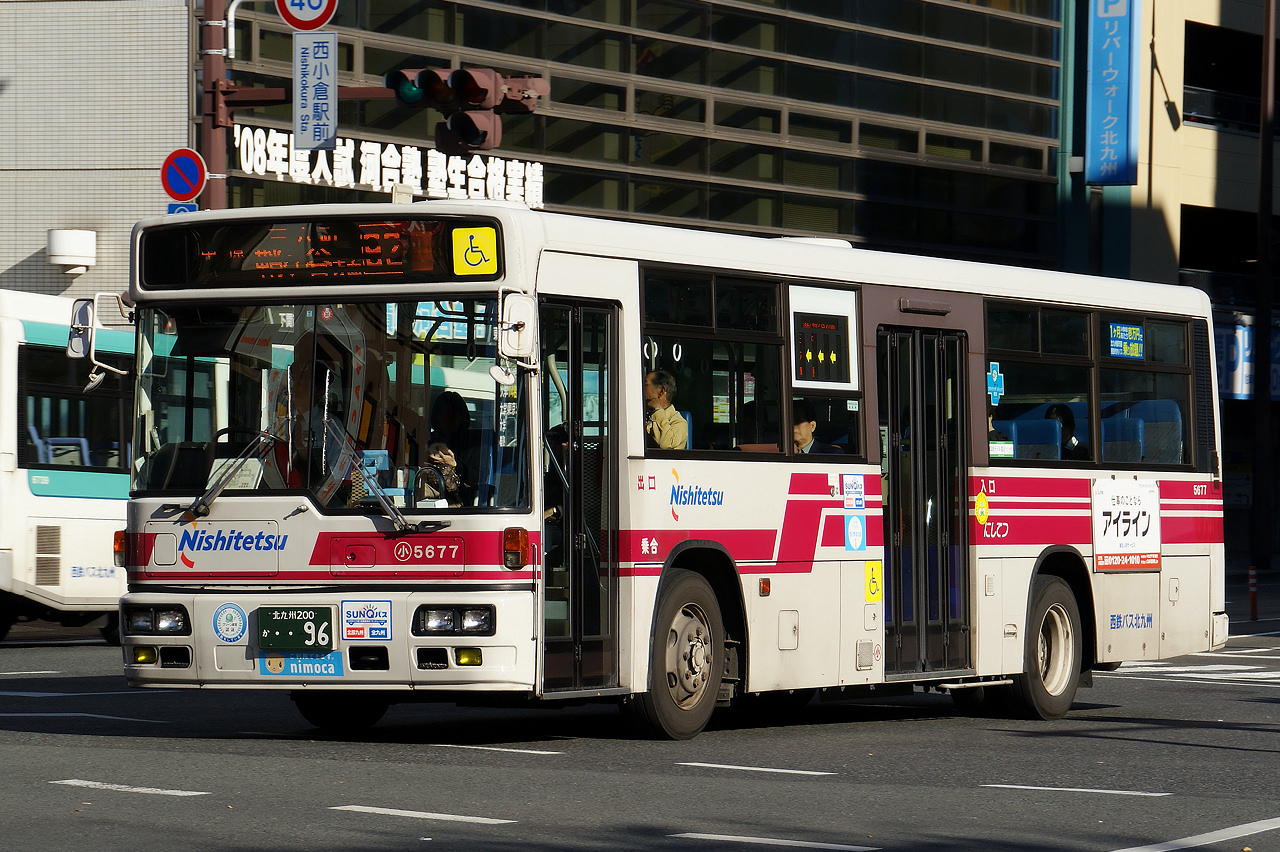
일반 노선버스 (구도장)

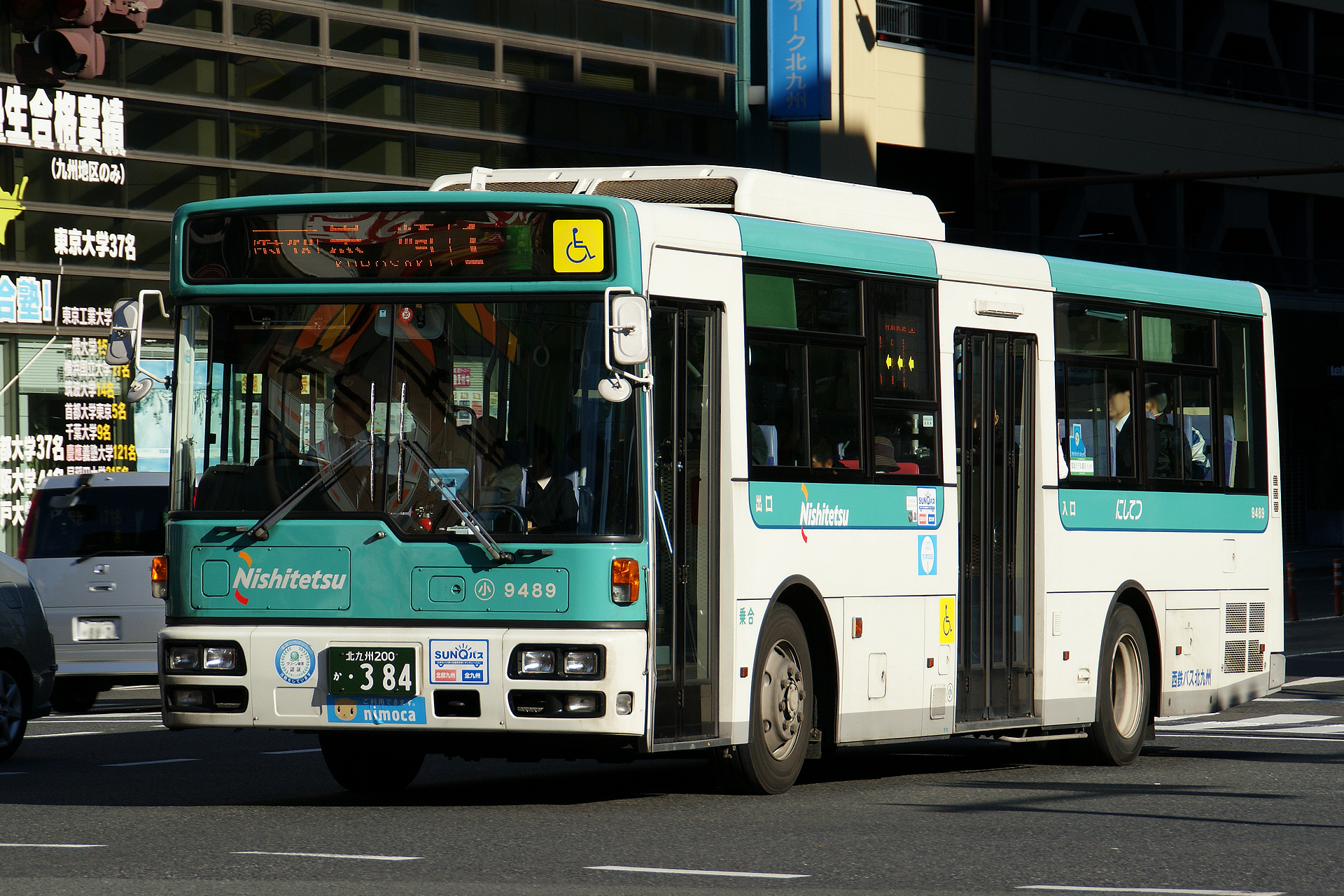
전차 대체버스

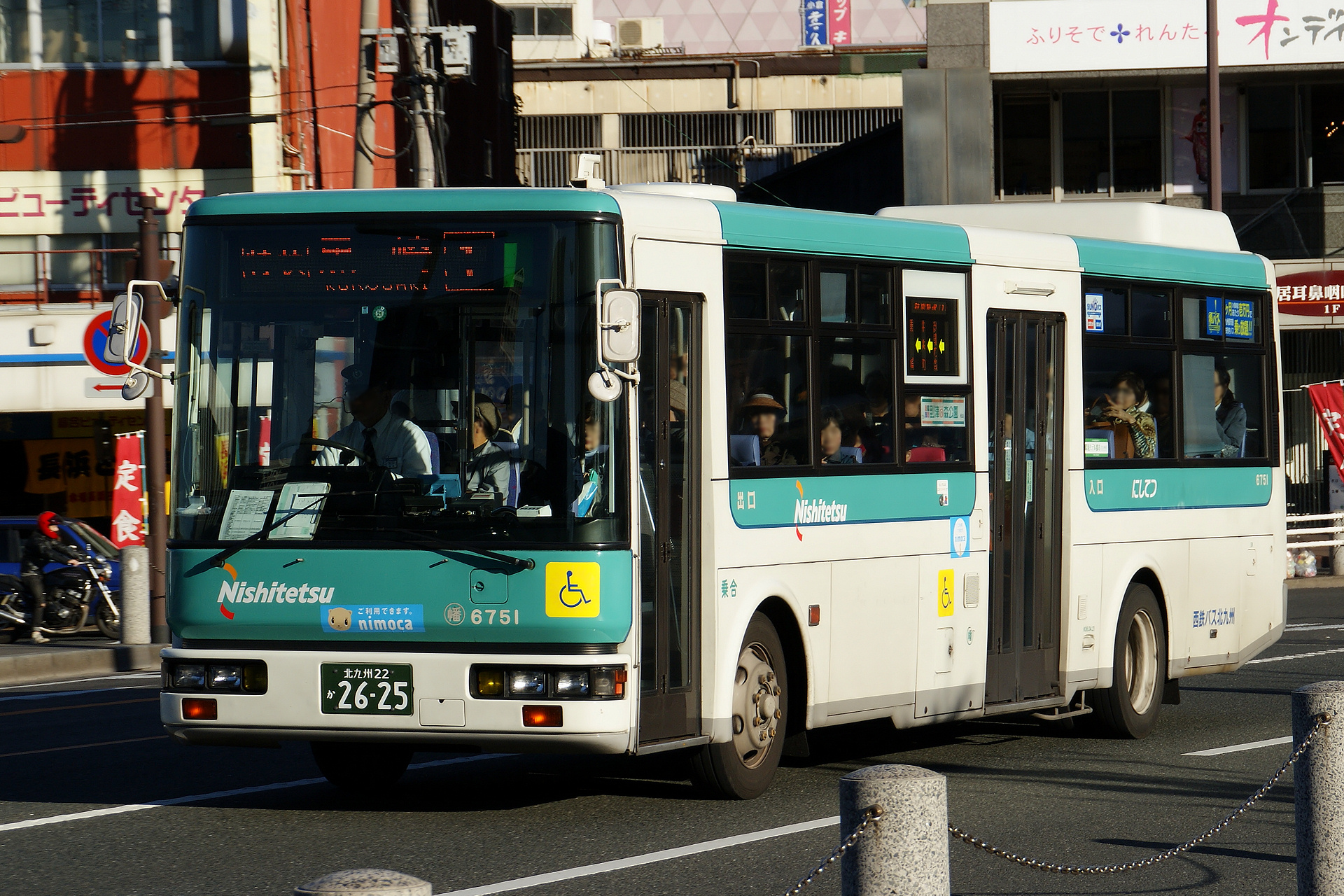
전차 대체버스 (운행이 개시될 무렵인 당시에 선보였던 차량)

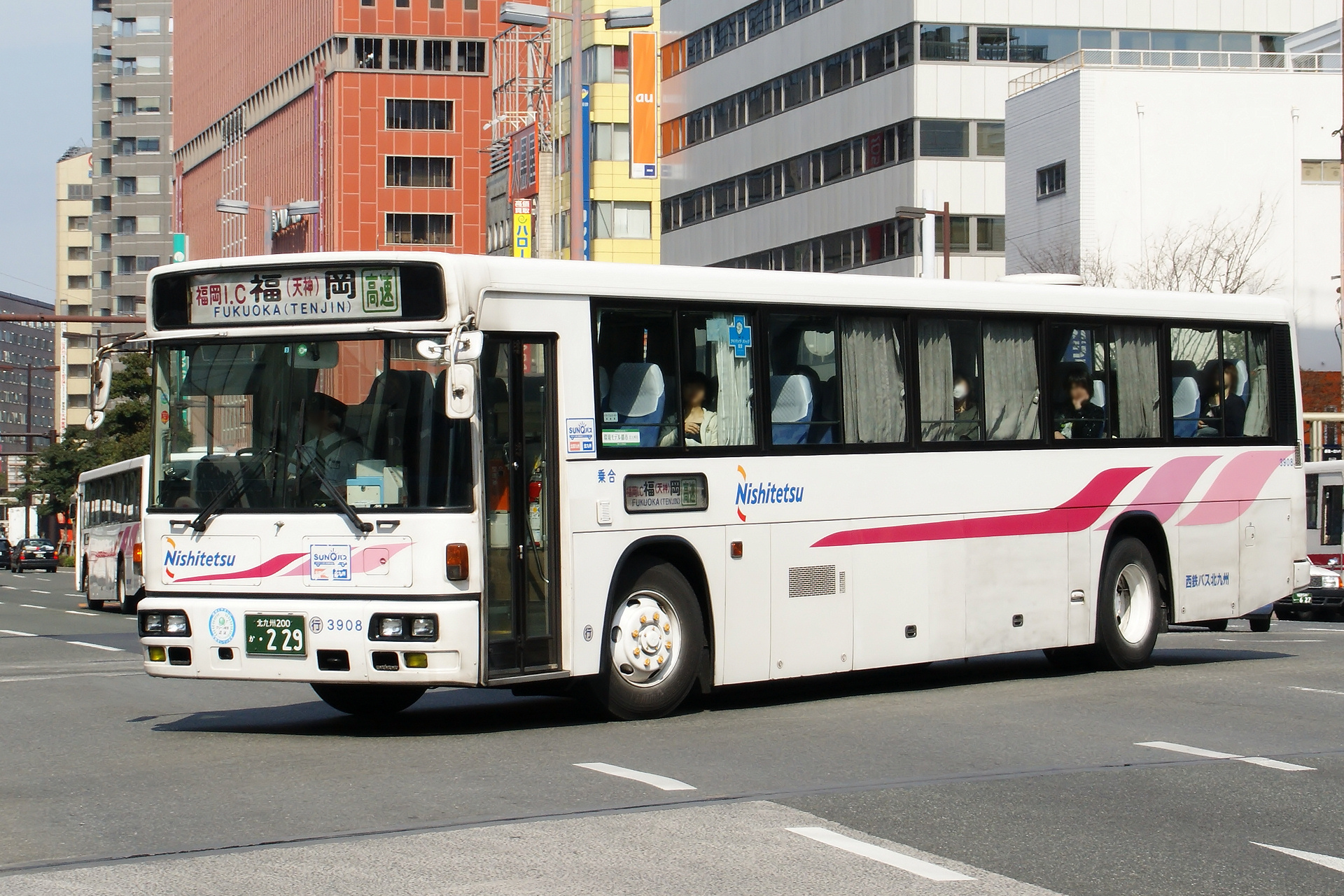
고속버스 (후쿠오카 ~ 간다, 유쿠하시 노선)

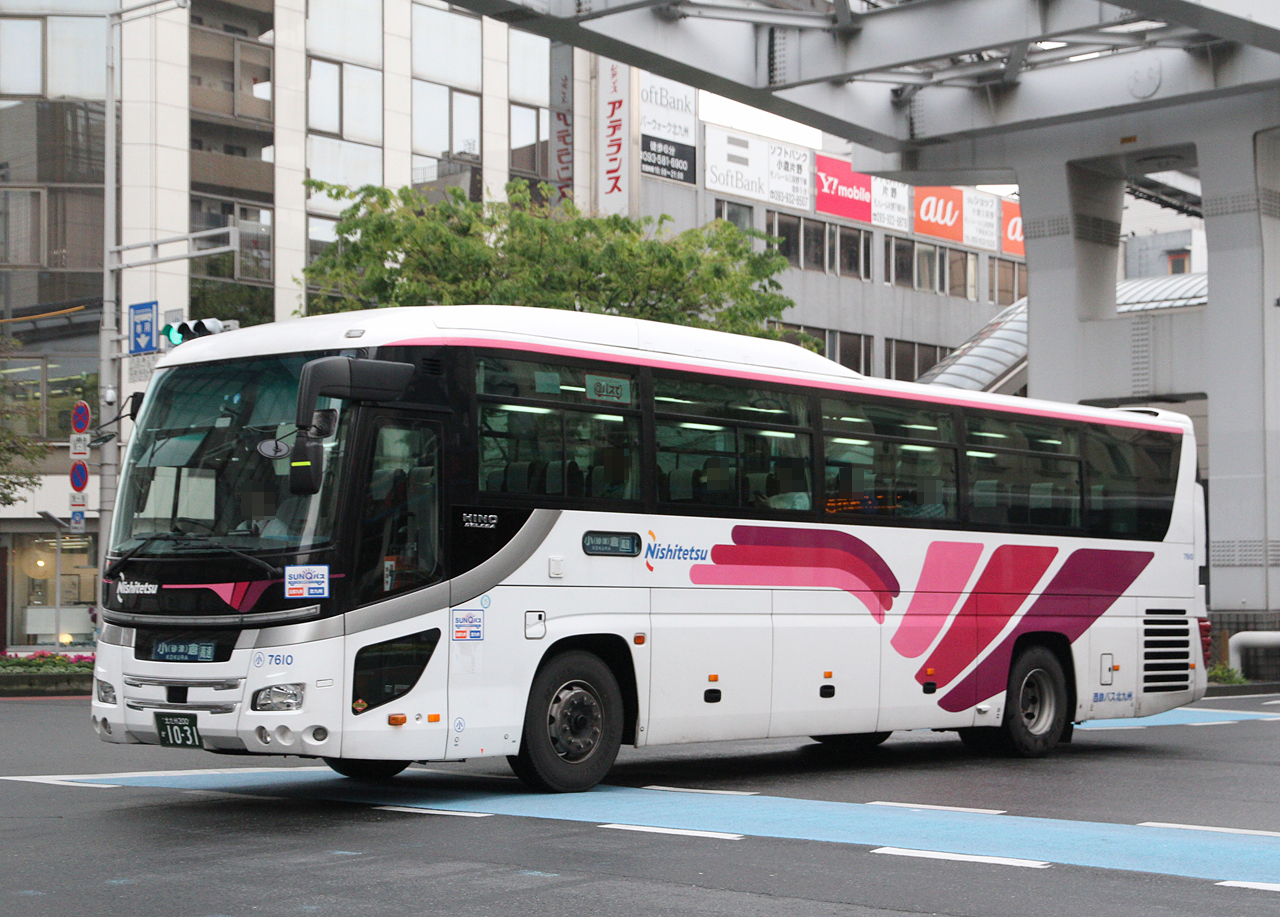
고속버스 (기타큐슈 ~ 벳푸/오이타 선)

니시테쓰 버스 기타큐슈(일본어: 西鉄バス北九州)는 후쿠오카현 기타큐슈시를 중심으로 하여, 인접된 도시인 유쿠하시시와 나카마시, 미야코군 간다정까지 연결되어 있는 각종 노선버스와 고속버스, 전세버스, 전차 대체버스 등의 사업을 영위하고 있는 서일본 철도 계열의 버스 운수업체이다. 그러나 이 회사는 서일본 철도가 100% 출자하고 있는 업체로 알려져 온 것으로 드러나고 있으며, 니시테쓰 고속버스의 기타큐슈시 지역 사업도 물론 2019년 4월 1일자로 같이 넘겨받아 관리되어 있다. 그리고 니시테쓰 버스의 지역 자회사 중 유일하게 홈페이지를 따로 보유하고 있는 매우 특이한 케이스이다. 그 외에도 기타큐 니시테쓰 택시의 차량 정비도 수탁 운영중이다.

## 같이 보기

### 일반 주제
- 니시테쓰 버스
- 니시테쓰 고속버스
- 기타큐 니시테쓰 택시

### 공동 운행 협정 운수사
- 산덴 교통 - 간몬 국도 터널의 버스 정류장 관련 사항